# 니시신주쿠역
니시신주쿠역(일본어: 西新宿駅, にししんじゅくえき)은 도쿄도 신주쿠구에 있는 철도역이다. 도쿄 의대 병원 앞이라는 병기역명이 있다.

## 역 구조
상대식 승강장 2면 2선의 지하역. 오메 가도변에는 니시신주쿠 6초메와 8초메에 출입구가 있다.
당역에서 지하통로로 신주쿠 아이랜드타워와 직결된다. 또한, 역을 나와서 우회전하면 힐튼 도쿄・도쿄 도청사・도에이 지하철 오에도 선 도초마에 역 방향으로 이어진 무빙워크를 병설한 지하 연결통로가 있으므로, 비 오는 날에도 젖지 않고 신도심을 각 시설로 이동할 수 있다.
2011년 5월 16일에 지하통로 타임스 애비뉴가 동쪽으로 연장 개통했다. 동쪽의 출구는 신주쿠 경찰서 북쪽, 신주쿠노무라 빌딩에 설치되었다. 신주쿠 노무라 빌딩은 신주쿠 센터 빌딩과 지하로 연결되어 있으므로, 니시신주쿠 역에서 신주쿠 역까지 걸어가는 최단의 지하 통로가 세번째로 완성되었다. 지하통로 타임스 애비뉴는 오메 가도 밑을 연장하여 신주쿠니시구치 역을 잇는 구상이 있지만 경비 문제로 재고되고 있다.
방송은 "니시신주쿠・도쿄 의대 병원 앞"으로 알려졌다.

### 승강장
| 1 | 마루노우치 선 | 나카노사카우에・오기쿠보・호난초 방면 |
| 2 | 마루노우치 선 | 신주쿠・긴자・이케부쿠로 방면         |

## 이용 현황
2015년도의 1일 평균 승하차 인원은 82,698명으로, 도쿄 메트로 전체 130개역 중 49위이다.

## 역 주변
- 도에이 지하철 오에도 선 도초마에역 - 지하 연결통로를 경유하여 남쪽으로 약 300m.
- 오메 가도
- 시게고텐 신사
- 도쿄 의과대학 병원
- 신주쿠 아이랜드타워
  - 신주쿠 조리사 전문학교
  - 신주쿠 아일랜드
- 신주쿠 오크시티
- 스미토모 부동산 신주쿠 그랜드 타워
- 신주쿠 프론트 스퀘어
- 니시신주쿠 미쓰이 빌딩
- 힐튼 도쿄
- 신주쿠 I-타운
- 신주쿠 경찰서
- 신주쿠 세무서
- 신주쿠 구립 니시신주쿠 중학교
- 니시신주쿠하치 우체국
- 호쿠리쿠 은행 신주쿠 지점
- 기라야카 은행 도쿄 지점
- 도쿄 후생신용조합 본점
- 호텔 로즈가든 신주쿠

## 역사
- 1996년 5월 28일: 영업 개시.
- 2004년 4월 1일: 도영지하철 민영화, 도쿄 메트로의 역이 됨.

## 인접역
| 도쿄 지하철 마루노우치 선         | 도쿄 지하철 마루노우치 선 | 도쿄 지하철 마루노우치 선   |
| --------------------------------- | ------------------------- | --------------------------- |
| M 06 나카노사카우에 오기쿠보 방면 | 마루노우치 선             | 신주쿠 M 08 이케부쿠로 방면 |